# Marco Lamperti
Marco Lamperti (Milano, 4 dicembre 1962) è un ex cestista italiano.

## Carriera
In carriera ha vestito le maglie di: Olimpia Milano,  APU Udine, Jollycolombani Forlì, Reggio Emilia, Virtus Roma, Blu Club Milano.
Con la squadra milanese ha vinto uno scudetto e una Coppa Korac.

## Palmarès
- Coppa Korać: 1

Olimpia Milano: 1984-85
- Campionato italiano: 1

Olimpia Milano: 1984-85